# راکپرت (واشینگتن)
راکپرت (به انگلیسی: Rockport) یک منطقهٔ مسکونی در ایالات متحده آمریکا است که در شهرستان اسکاگیت، واشینگتن واقع شده‌است. راکپرت ۱٫۰ کیلومتر مربع مساحت و ۱۰۹ نفر جمعیت دارد و ۸۴ متر بالاتر از سطح دریا واقع شده‌است.